# Museo Pumapungo

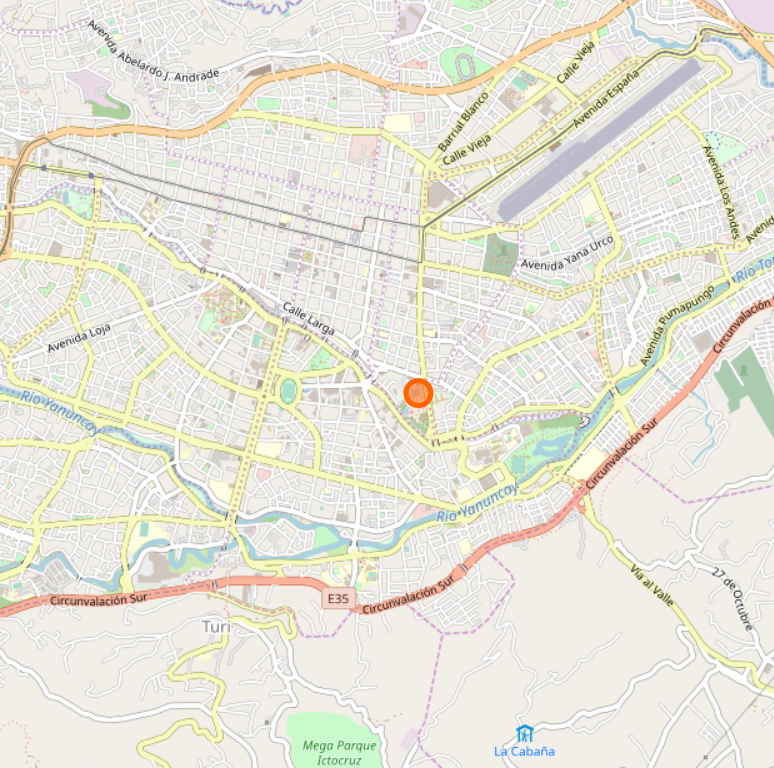
Mapa

El Museo y Parque Arqueológico Pumapungo es una Entidad Operativa Desconcentrada (EOD) del Ministerio de Cultura y Patrimonio, ubicada en Cuenca y también con museos regionales en las ciudades de Riobamba (Museo y Centro Cultural de Riobamba) y Loja (Museo de la Cultura Lojana). El Museo Pumapungo en Cuenca es un contenedor de antropología, arqueología, etnografía, arte, documentación y audiovisuales, de acceso libre y gratuito para el conocimiento de las culturas y los seres humanos que habitaron y habitan en la geografía ecuatoriana. Hace  un siglo, el sabio alemán Max Uhle estableció con certeza el antiguo asentamiento inca de Tomebamba, levantado por Tupac-Yupanqui en el sitio cañari de Guapondelig, se hallaba en lo que hoy es Cuenca, en el área de Pumapungo. En el presente, el Museo Pumapungo integra servicios como la Sala de Etnografía, con sus exposiciones permanentes “Tsantsas: mito, ritual y tradición perdidas" y “Espiritualidades y ritualidades. Poder, rito y sanación: cosmovisión del chamán”; la Sala de Arqueología “Pumapunku: mundos de la memoria”, la Biblioteca “Víctor Manuel Albornoz” con su fondo documental, hemeroteca, archivo histórico documental y fotográfico, fondo audiovisual; la Sala “Guillermo Larrazábal” y 2 salas de exposiciones temporales; la Sala Comunitaria, el Teatro Pumapungo, el Parque Arqueológico y Etnobotánico, el Centro de Rescate de Aves, Ludoteca infantil y las áreas de reservas de etnografía, escultura, arte contemporáneo y pintura.

## Historia
En el Ecuador el periodo Inca comenzó alrededor del 1470 con la ocupación de Túpac Yupanqui, en la actual provincia de Loja, a los que dominó en la batalla de Saraguro. Posteriormente conquista el territorio cañar. La conquista del austro ecuatoriano fue parcialmente sencillo para los Incas, pues los cañaris a pesar de poseer una unidad cultural y lingüística, no constituían una estructura política fuerte. la sierra central, principalmente la septentrional está ocupada de estructuras fortificadas, que muestran los escenarios de conflicto. La religión oficial de los incas fue, la heliolatría(culto al sol). Uno de los principales personajes fue Pachacámac. Siendo este el señor del universo. Al ser  sucesores del sol, edificaron templos para sus divinidades en Tomebamba, ofreciendo uno al Sol, otro a su dios Wiraqucha, y al dios Rayo. Muy ligado a la religión están las prácticas funerarias, en las que se encuentran las ofrendas y ajuares mortuorios. Entre sus piezas de cerámica, cada una poseía formas y  cualidades diferentes.

### Tomebamba
Después de la conquista del territorio cañari y una vez instaurada la ciudad de Tomebamba, pronto se transformó en un centro administrativo, militar y religioso. En su construcción predominó la horizontalidad y líneas rectas. A inicios del siglo XX, Pumapungo se convierte en el barrio religioso y administrativo de ciudad Tomebamba, al ser proclamado cantera, ayudó para que en el futuro permanezcan los cimientos de sus esplendorosas edificaciones.

### Aporte de Max Uhle
En los años 1919 y 1923 Max Uhle permaneció en Cuenca; cavo y alzó los planos de Pumapungo, el antiguo sector de la pasada ciudad inca y estableció de una vez un antiguo asunto, que fue cuestionado por los humanistas cuencanos a fines del siglo XIX y a comienzos del siglo XX: la segunda capital del Tawantinsuyo. Personas muy preparadas como Julio María Matovelle, afirmaban que la Tomebamba inca se ubicaba en Cañaribamba, otros defendían la ubicación de la ciudad donde nació Huayna Cápac, al sudeste de la Cuenca fundada por Gil Ramírez Davalos. Uhle dejó constancia de sus teorías en el levantamiento topográfico.

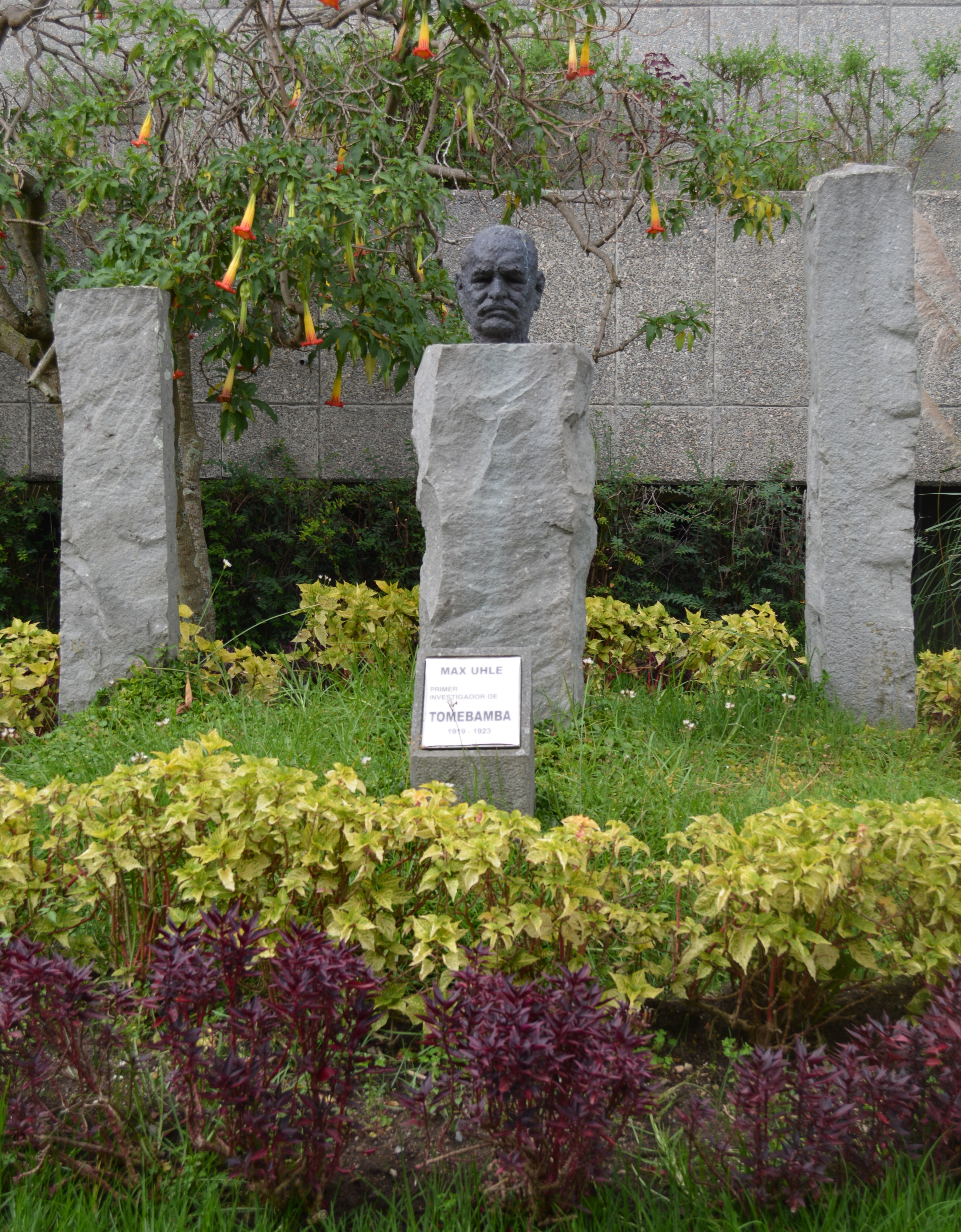
Monumento a Max Uhle

### Ex Colegio Borja
Construcción moderna donde antes funcionaba el Colegio Borja, ubicada dentro del parque que consta de mitad del siglo XX, acogió por algunos años al colegio de procedencia jesuita, pero que actualmente es sede de la sinfónica de la ciudad de Cuenca.

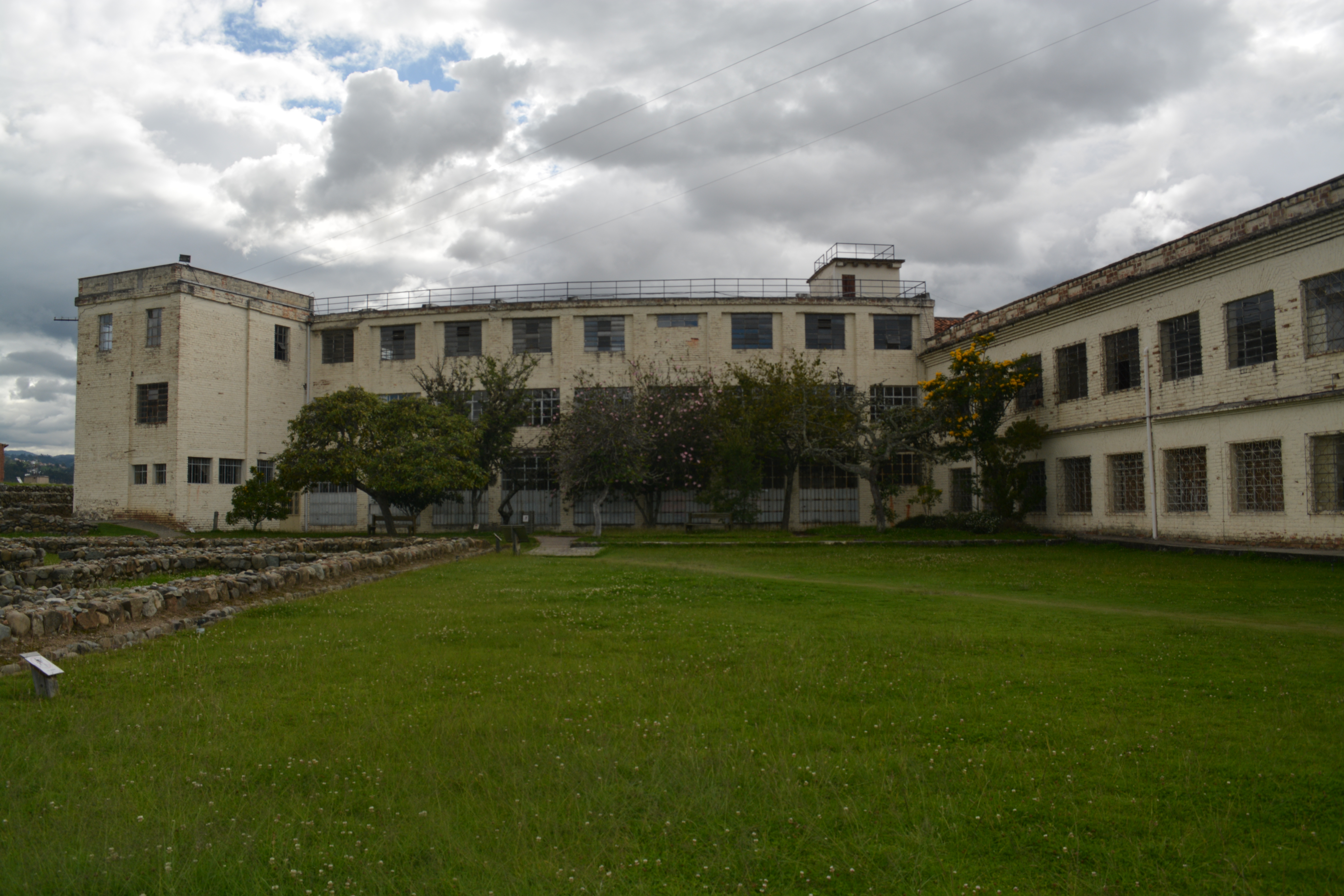
Ex Colegio Borja

La estructura consta de dos pisos tipo claustro la forma recuerda al de claustros Jesuitas coloniales.

## Secciones

### Sala Pumapungo: mundos de la memoria
La arqueología fue desarrollada en América Latina por Max Uhle a su llegada a Tomebamba, entre 1919 y 1923 y redescubierta por Jaime Idrovo, quien aplicó su estudio a  la arqueología de pueblos ancestrales en los  años 80. 
La Reserva Arqueológica del Museo Pumapungo, tiene a su cuidado más de 10.000 bienes culturales, como cerámica, lítica, hueso, oro, plata, cobre, etc. Principales testigos del paso de los pobladores de las culturas precolombinas, una buena parte de estos se exhiben, dando mayor trascendencia a las culturas Cañari- Inca, con objetos descubiertos en el sector de Pumapungo. 
Actualmente la arqueología es un medio importante que contribuye a la difusión de historias y prácticas humanas.

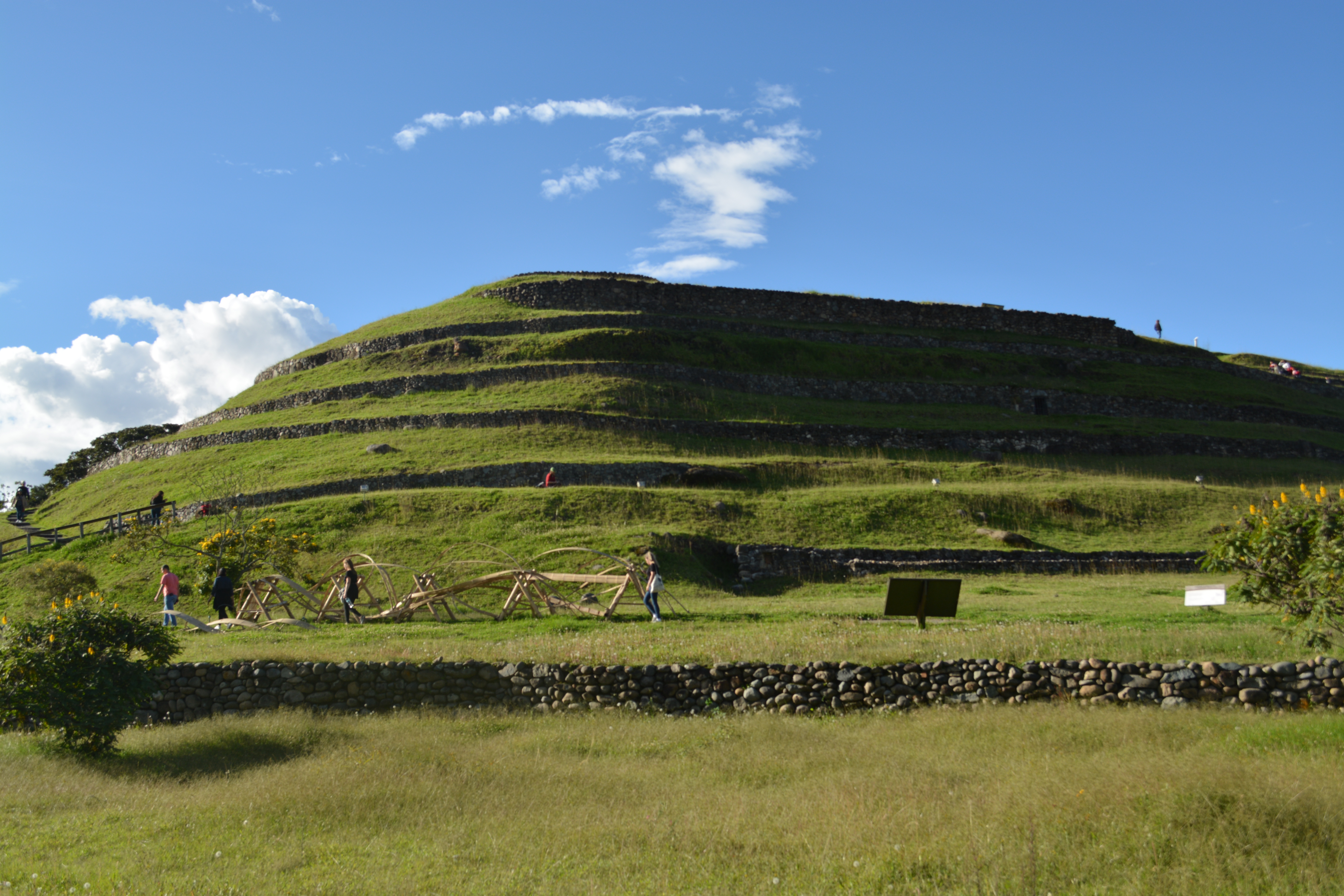
Terrazas

### Sala de etnografía
Una etnia es entendida como un conjunto humano no muy grande, ligada por vínculos de parentesco, en el que sus integrantes participan de una cultura en específico, conformada por valores, tradiciones, y comportamientos sociales.  
Una cultura, se define como una continua evolución en cuanto a las actuaciones  de un grupo humano. comprende de lo tangible y no tangible; vestimenta, alimentos, música, bailes, creencias, ritos.  
Ecuador al ser un país pluricultural y multiétnico, está conformado por: 
Islas Galápago, Región Costa, Región Sierra, Región Amazónica (Ecuador). 

### Sala de arte
Esculturas y pinturas de características únicas que evidencian los procesos de adopción y resignificación de técnicas y tendencias artísticas traídas de Europa al continente americano generalmente temporales.

### Biblioteca "Victor Manuel Albornoz"
La Biblioteca cuenta con un fondo documental y hemeroteca, un archivo histórico fotográfico y archivo histórico con documentos referentes a la memoria de la región que son de gran utilidad para investigadores, estudiantes o lectores que desean profundizar sus conocimientos sobre la historia local y nacional.

### Fondo Audiovisual
El patrimonio audiovisual recoge la memoria de las producciones cinematográficas, documentales y sonoras del país y constituye una fuente para investigadores y estudios.

## Servicios culturales
Posee una Ludoteca con un aforo para 50 personas, un teatro con el nombre del museo con un aforo para 700 personas, una sala comunitaria con un aforo para 100 personas.

### Bienes
El Museo Pumapungo da a conocer el legado cultural colectivo mediante varias recopilaciones dentro del museo, y en el parque arqueológico y etnobotánico: arte (2.632 bienes), arqueología (10.060 bienes), etnografía (10.794 bienes), documental (55.600 libros y 300 colecciones de periódicos), archivo histórico fotográfico (19.607 fotografías), archivo histórico (5.775 bienes) y audiovisual (5.667 bienes).

## Parque arqueológico y etnobotánico

### Etnobotánica
Se exhibe de forma natural aproximadamente 300 especies vegetales nativas de la cordillera de los Andes que aproximan a los visitantes  a la cosmovisión de las culturas prehispánicas y su relación con el entorno natural.

### Centro de Avifauna
Es un núcleo zoológico que posee alrededor de 115 ejemplares de 30 especies de aves silvestres de las regiones del Ecuador; en el cual se documentan sus diferentes costumbres, alimentación, riesgo de extinción, etc. Muchas de ellas fueron donadas, por vivir en cautiverio y no ser capaces de vivir en libertad y en su mayoría son psitácidos (pericos, loro y guacamayos).

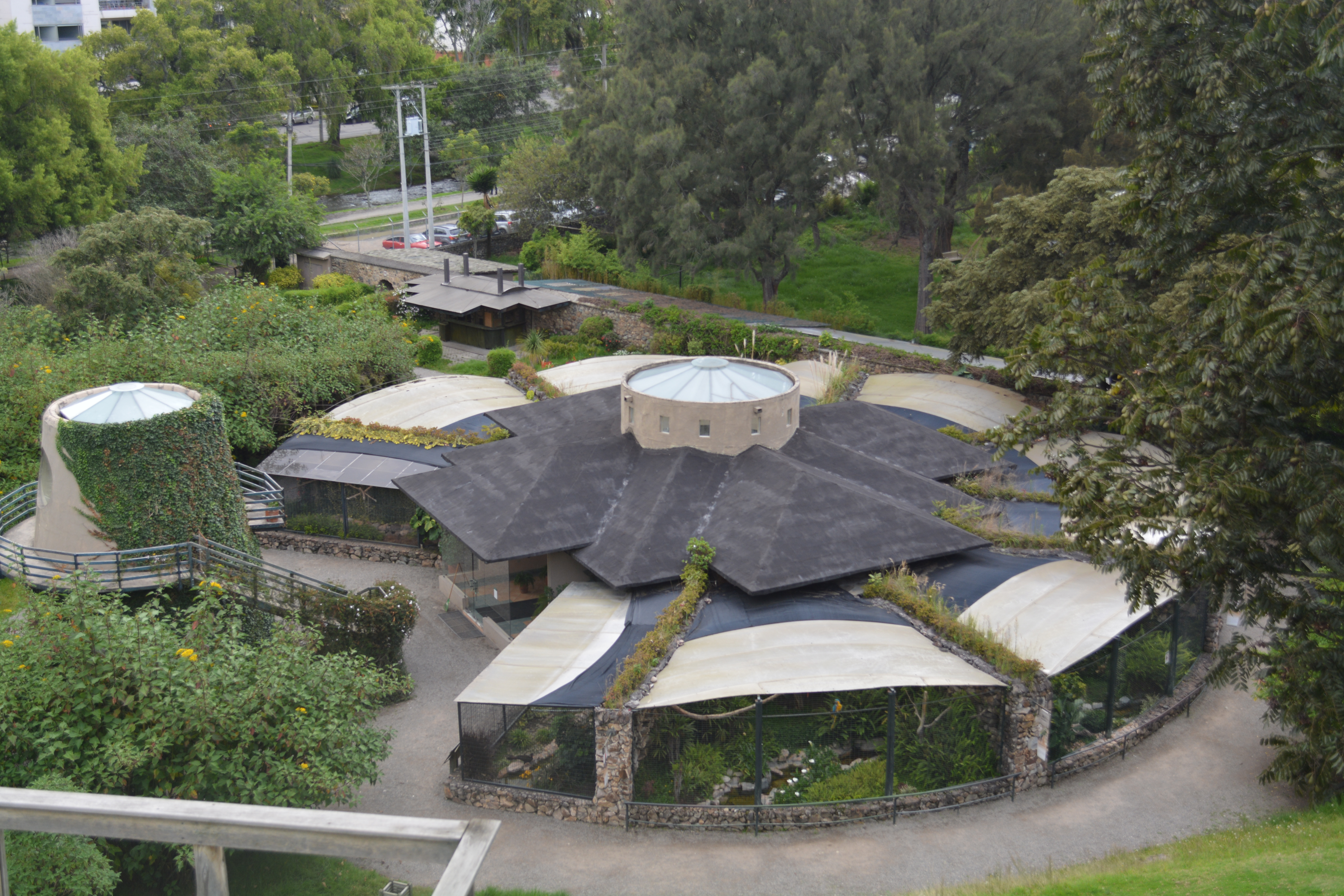
Centro de Avifauna